# Los Palmitos
Los Palmitos è un comune della Colombia facente parte del dipartimento di Sucre.
L'abitato venne fondato da Antonio Pérez Morales alla fine del XIX secolo, mentre il comune venne istituito il 28 novembre 1968 separandolo da quello di Corozal.